# Дереше
Дереше (словац. Dereše) — горная вершина в Словакии.
Гора расположена в центральной части страны в горном массиве Низкие Татры. Находится восточней гор Дюмбьер и Хопок.
Высота над уровнем моря — 2004 м. Популярный туристический объект. В зимний период склоны горы покрыты снегом и представляют лавинную опасность.